# Міхал Вишневський (філософ)
Міхал Вишневський (27 вересня 1794, Липівка (Фалеїв), зараз Івано-Франківська область — 22 грудня 1865, Ніцца) — польський письменник, філософ, історик літератури, політичний діяч.

## Життєпис
Навчався в Кременецькому ліцеї. Після закінчення ліцею вчився в Единбурзі, згодом подорожував по Італії, Франції та Англії. Після повернення до Кременця зайняв у ліцеї посаду професора філософії, пропагуючи просвітницькі погляди. З 1831 року — професор Ягеллонського університету. Брав участь у Краківському повстанні (1846), кілька годин був диктатором, але змушений був емігрувати в Італію.
Вважався вченим-енциклопедистом. Працював у багатьох галузях — літературознавстві, філології, економіки, медицини, права, природознавства, географії, а також філософії. Автор першої польської праці з психології «Характери людських розумів». Написав «Історію польської літератури» в 10 томах (1814—1857).